# Georges Molinatti
Georges Molinatti, né le 24 avril 1888 à Grenoble  et mort le 12 janvier 1966 à Nice, est un homme politique français, membre du Rassemblement du peuple français.
Président de l’Association des colons du Cameroun (Ascocam) et porte-parole des États généraux de la colonisation, il est considéré comme un colon parmi les plus radicaux ; il est député du Cameroun à l'Assemblée nationale française de 1951 à 1955.